# Paul Gottfried Christaller

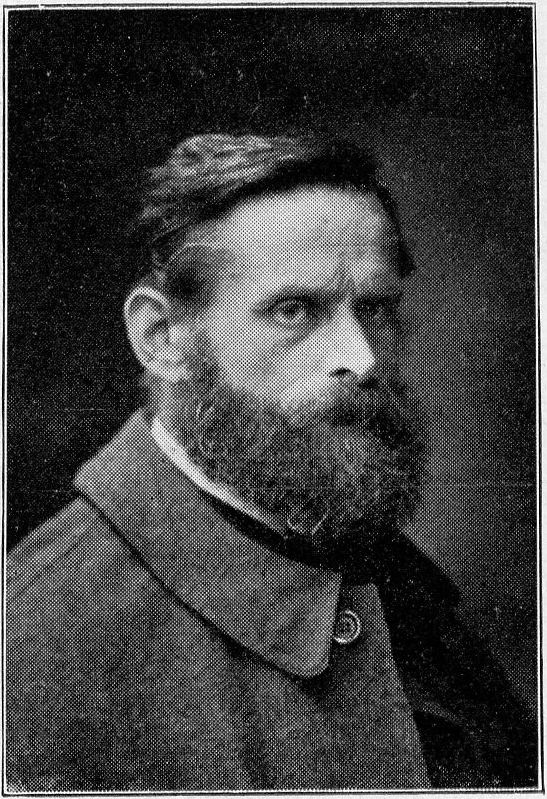
Paul Gottfried Christaller

Paul Gottfried Christaller (* 21. August 1860 in Basel; † 31. Dezember 1950 in Stuttgart) war Professor an der Stuttgarter Kunstgewerbeschule.

## Leben
Als Sohn von Johann Gottlieb Christaller für den evangelischen Missionsdienst bestimmt, lernte Christaller afrikanische Sprachen. Danach studierte er Kunst in Deutschland und Italien. Einige seiner Kunstwerke befinden sich in Stuttgart, Winnenden und Kamerun. Er war auch Medailleur.
Am 27. Januar 1905 gründete er mit Hellriegel, Junginger und Obermann die erste Esperantogruppe in Stuttgart, die auch die erste in Württemberg war und die Ende 1905 22 Mitglieder zählte. Christaller war ihr Präsident bis Mai 1933. Er war der Autor eines Deutsch-Esperanto-Wörterbuchs.
Die Bildhauerin Frida Christaller (1898–1991) war seine Tochter.